# Czernica (dopływ Regi)
Czernica (Czerniawa, Kanał Czarne) – struga, prawobrzeżny dopływ Regi o długości 4,74 km i powierzchni zlewni 10,87 km².
Struga płynie w woj. zachodniopomorskim, w gminie Płoty
Jej źródła znajdują się w okolicy wsi Czarne. Płynie na południe i wpada do Regi na północ od wsi Godziszewo.
Poprzednia niemiecka nazwa Schwarz Bach została urzędowo zmieniona w 1955 roku na nazwę Czerniawa. W 2006 roku Komisja Nazw Miejscowości i Obiektów Fizjograficznych określiła nazwę strugi jako Czernica.